# Sense ficció
Sense ficció és un programa de documentals de Televisió de Catalunya que s'emet per TV3, considerat un dels referents del documentalisme a Catalunya. El 2020 va complir onze anys en antena oferint setmana rere setmana una visió profunda i crítica sobre els temes que han capitalitzat l'atenció de la societat en aquesta última dècada. Nits sense ficció és una extensió del mateix Sense ficció, però amb una periodicitat menys regular i dedicada a la projecció de documentals complementaris, més especialitzats o que no formen part de la graella principal del programa.
Sense ficció es va començar a emetre el 23 de gener del 2009 i ha estat en el prime time televisiu des d'aleshores amb una mitjana de 45 documentals l'any. En aquests 11 anys, ha obtingut una mitjana de 12,83% de quota de pantalla i 364.000 espectadors, tot i que els darrers tres anys l'audiència mitjana dels documentals emesos al prime time ha pujat fins als 13,5% de share. Els tres documentals més vistos han estat, l'“1-O”, emès el 9 de gener del 2018, amb 1.135.000 espectadors i una quota del 34,4%. En segon lloc, “20-S” sobre la mobilització davant de la Conselleria d'Economia i Hisenda a Barcelona, emès el 28 de juny del 2018, amb 982.000 espectadors i una quota del 33,7%. En tercer lloc hi ha el documental “Las cloacas de Interior”, emès el 18 de juliol del 2017, amb una quota del 30,1% i 766.000 espectadors.
Amb motiu del desè aniversari del programa els espectadors van votar quins eren els seus documentals preferits de la dècada:
- 2009. Camp d'Argelers, de Felip Soler
- 2010. Adéu Espanya?, de Dolors Genovés
- 2011. Bicicleta, cullera, poma, de Carles Bosch
- 2012. Què mengem?, de Montse Armengou i Ricard Belis
- 2013. Món petit, de Marc Barrena
- 2014. El gran silenci. Horta de Sant Joan, de Carles Caparrós i Obiols
- 2015. Els internats de la por, de Montse Armengou i Ricard Belis
- 2016. Jo també vull sexe, de Montse Armengou i Ricard Belis
- 2017. Las cloacas de interior, de Jaume Roures
- 2018. La gent de l'escala, de Francesc Escribano i Jordi Fusté

Al Panel de GfK, 8,5 és la mitjana de la valoració qualitativa del “Sense ficció”, en aquests 11 anys. GfK és l'empresa multinacional alemanya d'investigació i anàlisi de mercat que elabora informes sobre les valoracions qualitatives dels espectadors per a les principals televisions europees (BBC, ITV, ZDF, RTÉ, VRT, CTC, etc.).
Durant els seus primers 11 anys s'han emès més de 400 documentals, la meitat dels quals han estat produïts o impulsats per la cadena, segons el seu exdirector Joan Salvat.
Els documentals pertanyents al Sense Ficció han estat premiats en diverses edicions dels Premis Gaudí i Goya.